# Dame à la rose (Charlotte Louise Burckhardt)
Dame à la rose (Charlotte Louise Burckhardt)  (en anglais : Lady with the Rose) est une peinture à l'huile sur toile réalisée en 1882 par le peintre américain John Singer Sargent. Elle fait partie de la collection du Metropolitan Museum of Art de New York.

## Description
Le sujet du tableau, Charlotte Louise Burckhardt (1862-1892), la fille âgée de vingt ans d'un marchand suisse de Bâle, membre du cercle cosmopolite de l'artiste à Paris, fut la première épouse de l'importateur de fruits (Banana King) Roger Ackerley, père de l'écrivain J.R. Ackerley ; elle est décédée après deux ans de mariage,. Les tons monochromes et l'accent mis sur la silhouette du personnage rappellent le style du peintre espagnol Diego Vélasquez, dont Sargent avait été encouragé à étudier l'œuvre par son professeur parisien Carolus-Duran. Le tableau a été exposé avec grand succès au Salon de Paris de 1882.
L'œuvre est conservée au Metropolitan Museum depuis 1932, et exposée dans la galerie 771.